# Harald Kleinhofer
Harald Kleinhofer (* 21. Mai 1974 in Bruck an der Mur; † 28. Januar 2016) war ein österreichischer Naturbahnrodler. Der in St. Sebastian lebende Steirer bildete bis zu seinem Rücktritt im Jahr 2005 mit Gerhard Mühlbacher ein Doppelsitzerpaar. Sie gewannen die Bronzemedaille bei der Weltmeisterschaft 2003, erreichten insgesamt elf Podestplätze in Weltcuprennen und wurden zweimal Österreichische Staatsmeister.

## Karriere
Harald Kleinhofer und sein Doppelpartner Gerhard Mühlbacher nahmen 1998 in Rautavaara erstmals an einer Weltmeisterschaft teil, wo sie den vierten Platz erreichten. Im nächsten Jahr wurden sie bei der Europameisterschaft 1999 in Szczyrk jedoch im ersten Lauf disqualifiziert. Die ersten Podestplätze im Weltcup gelangen ihnen im Jänner 2000, als sie in Garmisch-Partenkirchen Dritte und eine Woche später in Gummer Zweite wurden. Eine weitere Woche danach erzielten sie bei der Weltmeisterschaft 2000 in Olang den fünften Platz. Im Gesamtweltcup erreichten sie in der Saison 1999/2000 trotz der beiden Podestplätze nur den siebenten Rang, weil sie nach der WM nur an einem der drei noch ausstehenden Weltcuprennen teilnahmen, dabei aber nicht ins Ziel kamen. Nach einer längeren Pause – auch an der Weltmeisterschaft 2001 nahmen sie nicht teil – bestritten sie erst im Februar 2001 in Moskau ihr nächstes Weltcuprennen, wo sie gleich wieder den zweiten Platz erreichten. Beim Saisonfinale in Hüttau wurden sie Vierte und damit im Gesamtweltcup der Saison 2000/2001 Neunte. Zudem wurden sie 2001 zum ersten Mal Österreichische Staatsmeister im Doppelsitzer; den zweiten Staatsmeistertitel gewannen sie zwei Jahre später.
In der Weltcupsaison 2001/2002 erreichten Harald Kleinhofer und Gerhard Mühlbacher zunächst zwei dritte Plätze in Olang und anschließend zwei zweite Plätze im Parallelwettbewerb von Triesenberg und in Umhausen, womit sie zwischenzeitlich an zweiter Stelle im Gesamtklassement lagen. Mit den Rängen sieben und vier in den letzten beiden Wettkämpfen fielen sie aber noch auf Rang vier im Gesamtweltcup zurück. Ebenfalls den vierten Gesamtrang erzielten sie in der folgenden Saison 2002/2003. In diesem Winter waren zwei dritte Plätze in Umhausen und Kindberg ihre besten Weltcupresultate. Nachdem Kleinhofer/Mühlbacher bei der Europameisterschaft 2002 in Frantschach-Sankt Gertraud als Vierte erneut knapp ohne Edelmetall geblieben waren, gewannen sie bei der Weltmeisterschaft 2003 in Železniki hinter ihren Teamkollegen Wolfgang und Andreas Schopf sowie den Russen Pawel Porschnew und Iwan Lasarew, die in diesem Jahr im Gesamtweltcup siegten, die Bronzemedaille. Nach dem ersten der beiden Wertungsläufe waren sie als Vierte wieder knapp hinter den Medaillenrängen gelegen, doch mit der zweitbesten Laufzeit im zweiten Durchgang konnten sie sich noch auf Platz drei verbessern. Für Harald Kleinhofer war dies der größte Erfolg in seiner Karriere und im selben Jahr wurde er mit dem Goldenen Verdienstzeichen der Republik Österreich ausgezeichnet.
Die Saison 2003/2004 begannen Kleinhofer/Mühlbacher mit dem zweiten Platz in Olang und dem dritten Rang in Grande Prairie. Danach erzielten sie aber nur noch zwei siebente und einen achten Platz, womit sie Fünfte im Gesamtweltcup wurden. Bei der Europameisterschaft 2004 in Hüttau – für Harald Kleinhofer das letzte Großereignis – wurden sie Neunte. In der Saison 2004/2005 nahmen sie nur noch an den beiden Weltcuprennen in Oberperfuss teil, wo sie im ersten Rennen Sechste wurden, im zweiten allerdings ausfielen. Harald Kleinhofer beendete anschließend seine Karriere; Gerhard Mühlbacher startete danach mit Christian Schatz.
Harald Kleinhofer ist als Holzschnitzer tätig, auf den Bereich des Maskenschnitzens spezialisiert und setzt sich für die Erhaltung des Brauchtums ein.

## Sportliche Erfolge
(mit Gerhard Mühlbacher)

### Weltmeisterschaften
- Rautavaara 1998: 4. Doppelsitzer
- Olang 2000: 5. Doppelsitzer
- Železniki 2003: 3. Doppelsitzer

### Europameisterschaften
- Frantschach 2002: 4. Doppelsitzer
- Hüttau 2004: 9. Doppelsitzer

### Weltcup
- 4. Platz im Doppelsitzer-Gesamtweltcup in den Saisonen 2001/2002 und 2002/2003
- 5. Platz im Doppelsitzer-Gesamtweltcup in der Saison 2003/2004
- 11 Podestplätze in Weltcuprennen

### Österreichische Meisterschaften
- Österreichischer Staatsmeister im Doppelsitzer 2001 und 2003

## Auszeichnungen
- 2003: Goldenes Verdienstzeichen der Republik Österreich